# Francisco de Miranda

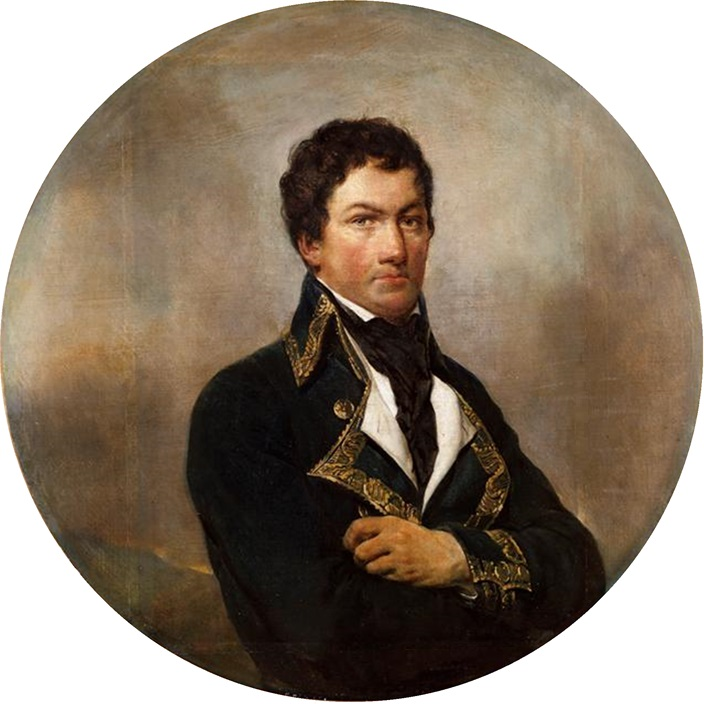
Portret van Francisco de Miranda door Georges Rouget

Sebastián Francisco de Miranda y Rodríguez de Espinoza, ofwel kortweg Francisco de Miranda, (Caracas, 28 maart 1750 – Cádiz, 14 juli 1816) was een Venezolaanse generaal, revolutionair en vrijheidsstrijder. Hij streefde naar onafhankelijkheid en vereniging van de Spaanse koloniën op het Amerikaanse continent. Hoewel zijn eigen pogingen zonder resultaat bleven, geldt hij als de belangrijkste wegbereider voor Simón Bolívar. De ideeën van Miranda inspireerden Bolívar tot de latere oprichting van de federatie Groot-Colombia.
Gedurende een groot deel van zijn leven was hij als generaal in dienst van verschillende landen. In die hoedanigheid was hij bij belangrijke revoluties en oorlogen betrokken, zoals de Amerikaanse Onafhankelijkheidsoorlog, de Eerste Coalitieoorlog en diverse Spaans-Amerikaanse onafhankelijkheidsoorlogen.

## Levensloop

### Jeugd en opvoeding
De vader van Miranda, Sebastián de Miranda Ravelo, was afkomstig van La Orotava op Tenerife. Aangenomen wordt dat hij naar Venezuela emigreerde na een uitbarsting van de vulkaan de Teide op 31 december 1704 die met name in La Orotava veel schade veroorzaakte.
In Venezuela behoorde Sebastián de Miranda Ravelo tot een sociale klasse die lager dan de Spaanse blanken en de criollos werd geacht. Hetzelfde gold voor zijn echtgenote, Francisca Antonia Rodríguez de Espinoza, die eveneens afkomstig was van de Canarische Eilanden. Toch werd Sebastián de Miranda Ravelo in Caracas een welvarende handelaar en bezitter van onroerend goed.
Francisco de Miranda, de oudste van negen kinderen, groeide op in een relatieve welstand. Zijn afkomst werd echter herhaaldelijk ter discussie gesteld. Zijn ouders bewogen zich onder emigranten van de Canarische Eilanden, die allen geregeld met soortgelijke argwaan te maken hadden. Deze emigranten werden van overheidswege niet gediscrimineerd, maar maatschappelijk was hun positie niet riant.
Omdat zij op de Canarische Eilanden een gedistingeerde levensstijl gewoon waren, streefden de ouders Miranda ernaar hun kinderen ook in Venezuela een goede, liefst universitaire opleiding te laten volgen. Francisco de Miranda bezocht daarom aristocratische privéscholen. Op 10 januari 1762 begon hij aan een opleiding aan de Universiteit van Caracas, waar hij zich in diverse onderwerpen verdiepte, waaronder het Latijn, de wiskunde en de krijgswetenschappen.
Op twintigjarige leeftijd concludeerde Miranda dat Caracas voor hem te klein was om zich volledig te kunnen ontplooien. Hij vertrok daarom naar Spanje.

### Madrid

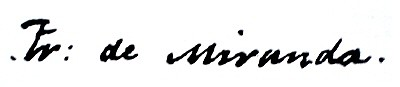
Handtekening van Francisco de Miranda

Op 1 maart 1771 kwam Miranda aan in de haven van Cádiz. Hij meldde zich bij José de Añino, die zich opwierp als tussenpersoon tussen Miranda en zijn ouders en die Miranda voorzag van de middelen die hij nodig had om verder te kunnen reizen naar Madrid, alwaar hij twee weken later arriveerde. Hij nam lessen in de wiskunde en in de Engelse en de Franse taal. Miranda ontwikkelde zich in een stad die onder de invloed van Karel III van Spanje zelf ook in ontwikkeling was, maar waar de inquisitie een groot deel van het politieke en culturele leven bepaalde. Miranda schafte zich voor zijn eigen bibliotheek ook boeken aan die door de inquisitie verboden waren. Zijn verzameling bevatte onder meer boeken over religie, literatuur, en militaire wetenschappen. Miranda verdiepte zich in de gedachten van Machiavelli, Locke en Burke.
In 1773 trad Miranda in Spaanse militaire dienst. In die periode begon hij met het bijhouden van een dagboek.

### Eerste veldtochten
Miranda begon zijn militaire carrière als kapitein onder veldmaarschalk Juan Manuel de Cagigal. Gewend als hij was om zijn leven naar eigen inzicht in te richten viel de militaire discipline hem niet makkelijk. Toch wist hij in 1775 zijn eerste wapenfeit te boeken in Melilla, waar de Spanjaarden een aanval van sultan Sidi Mohammed ben Abdallah van Marokko afsloegen door middel van een door Miranda voorgestelde strategie. In juli van dat jaar werd Miranda ingezet bij een aanval op Algiers. De operatie mislukte jammerlijk, maar hoewel Miranda gewond was geraakt en zijn wapens had verloren, wist hij te ontkomen. Terug in Spanje kreeg hij onderscheiding noch bevordering, maar werd hij in het garnizoen van Cádiz geplaatst. Cagigal zorgde ervoor dat hij weer onder diens bevel kwam te dienen, als adjudant.

### Miranda in het Caraïbisch gebied
In de loop van 1779 raakte Spanje betrokken bij de Amerikaanse onafhankelijkheidsoorlog. Onder leiding van Cagigal vertrok Miranda in 1780 naar de Caraïben, waar tegen de Engelsen gevochten zou worden.
Miranda vocht mee in de Slag bij Pensacola, die leidde tot een overwinning op de Engelsen. Hij werd bevorderd tot luitenant-kolonel vanwege zijn strategische inzicht. Hij verbleef nog enige tijd in Pensacola, waar hij zich weer richtte op het aanvullen van zijn persoonlijke bibliotheek. Hij schafte zich in die periode ook vier slaven aan, als bedienden.
In 1781 werd Miranda door Cagigal naar Jamaica gestuurd om daar de Engelse troepen te bestuderen, onder de dekmantel van een overleg over uitwisseling van gevangenen. Hoewel de Engelsen hem met argwaan ontvingen wist hij toch een overeenkomst te sluiten over de gevangenenuitwisseling, en bovendien slaagde hij er in om de Engelse troepen op Jamaica in kaart te brengen. Deze informatie zou de kroon op zijn militaire carrière hebben betekend, ware het niet dat juist op dat moment de inquisitie te Sevilla een aanklacht tegen hem indiende wegens het bezit van verboden boeken en obscene tekeningen. Het bevel aan Miranda van februari 1782 om terug te keren naar Spanje werd echter nooit uitgevoerd, mede doordat Cagigal hem in maart van dat jaar naar de Bahama's stuurde waardoor hij het bevel misliep. Tijdens de gevechten op de Bahama’s boekten de Spanjaarden weer een overwinning op de Engelsen, waarbij Miranda’s strategische vaardigheden weer een dienst bewezen. Het leverde Miranda een bevordering tot kolonel op. Toen er vervolgens in samenwerking met de Fransen een ultieme aanval op de Engelsen in Jamaica werd gepland, was Miranda de aangewezen persoon om die aanval te leiden. Hij had immers gedetailleerde kennis over de Engelse troepen in dat gebied vergaard. De Fransen trokken zich echter terug uit de samenwerking na een aanval van de Engelsen. Miranda werd gestationeerd in Guárico waar zijn voornaamste zorg was dat hij in Spanje nog steeds vervolgd werd door de inquisitie.

### Verblijf in de Verenigde Staten

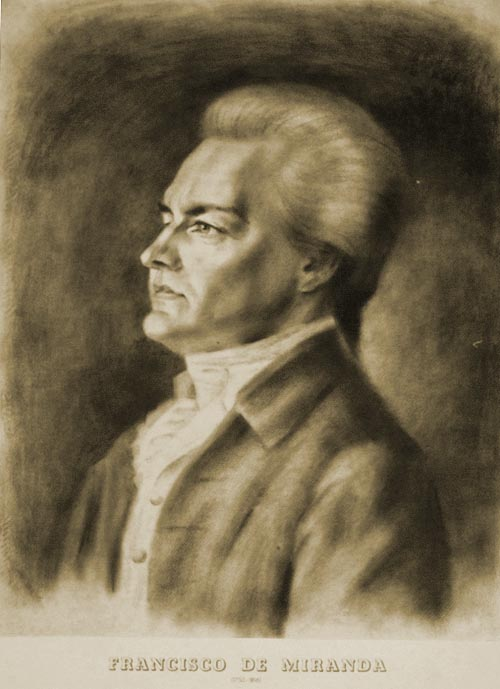
Francisco de Miranda, revolutionair

Daar de Spanjaarden het idee om Jamaica te veroveren lieten varen en Miranda op korte termijn geen groot strategisch belang meer had, werd de vervolging door de inquisitie voor hem een nijpend probleem. Om een arrestatie te voorkomen besloot hij naar de Verenigde Staten te vertrekken. Met hulp van Cagigal en de Amerikaan James Seagrove wist hij ongemerkt te ontkomen naar New Bern, waar hij op 10 juli 1783 aankwam. De onafhankelijkheidsstrijd was daar net gestreden.
Miranda kreeg interesse voor de Noord-Amerikaanse vrijheidsstrijd, en bezag zijn eigen militaire activiteiten met een kritische blik. Om meer te leren over de achtergronden van de Amerikaanse onafhankelijkheidsstrijd reisde hij naar verschillende Amerikaanse steden, waar hij zich in het uitgaansleven stortte maar ook sprak met verschillende notabelen. Hij knoopte vriendschappelijke relaties aan met onder meer George Washington en Samuel Adams.
Miranda moest de Verenigde Staten verlaten toen de Spanjaarden uit het Caraïbisch gebied de Amerikaanse autoriteiten op de hoogte brachten van de verdenkingen die zij jegens hem koesterden. Hij had het Spaanse leger verlaten, en stond daarom als deserteur en verrader te boek. Miranda vreesde aan de Amerikanen te moeten uitleggen dat hij op Jamaica had gespioneerd. Om dat te voorkomen verliet hij Amerika, en vertrok hij naar Europa.

### In Europa: de Franse Revolutie

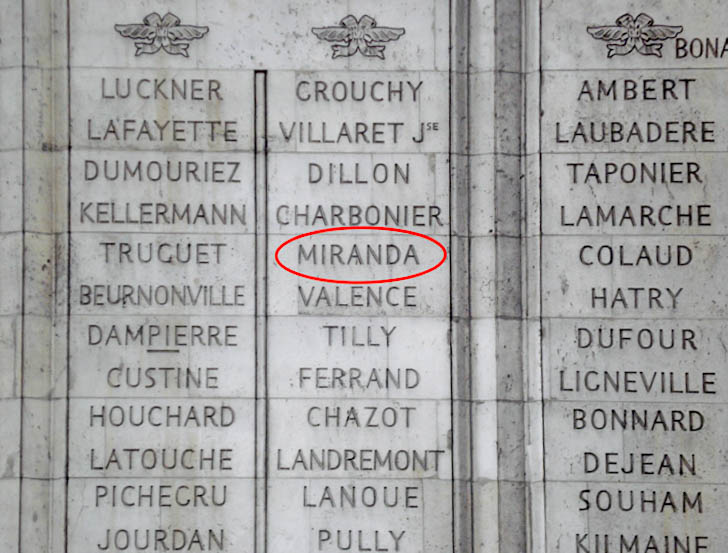
Vermelding van Francisco de Miranda op de Arc de Triomphe in Parijs

Op 15 december 1784 vertrok Miranda uit de haven van Boston richting Londen, waar hij op 10 februari 1785 aankwam. In Londen verblijvende Spanjaarden merkten dat Miranda daar verbleef. Hoewel men twijfelde over de mate waarin hij inderdaad een verrader zou kunnen zijn, gaf de Spaanse ambassadeur in Londen toch bevel hem te arresteren en naar Spanje te brengen. Miranda wist voor die tijd echter te ontkomen naar Rusland. Hij bezocht daar het hof van Catharina de Grote, te Kiev. Zij toonde zich geïnteresseerd in de Amerikaanse onafhankelijkheidsstrijd en in de Amerikaanse staatsinrichting.
Gedurende enkele jaren bleef Miranda door Europa reizen, zonder zich ergens te vestigen. In Frankrijk raakte hij bevriend met de girondijnen Jacques Pierre Brissot en Jérôme Pétion de Villeneuve. Korte tijd diende hij als generaal in het Franse leger, waardoor hij in 1792 betrokken was bij veldslagen om de Zuidelijke Nederlanden onder leiding van Charles-François Dumouriez. Onder meer nam hij in december 1792 Roermond in voor de Fransen. Aan deze periode is het te danken dat men ook de naam van Francisco de Miranda vindt onder de 558 in de Arc de Triomphe gegraveerde namen van belangrijke generaals ten tijde van de revolutionaire veldslagen.
Tijdens de Franse Revolutie werd Miranda een aantal keer gearresteerd. In april 1793 werd hij verdacht van samenzwering tegen de republiek. Hij voerde zijn eigen verdediging met verve, en werd vrijgesproken. Maar in de zomer van datzelfde jaar werd hij nogmaals gearresteerd, en vastgezet in La Force gevangenis: een voorportaal van de dood tijdens de jaren van de terreur. Miranda moest weer voor een tribunaal verschijnen, waar hij het Comité de salut public beschuldigde van tirannie. Miranda overleefde door een combinatie van geluk en politieke strubbelingen. Het revolutionaire regime kon het niet eens worden over wat met hem te doen. Hij bleef dus in La Force, tot hij in januari 1795 werd bevrijd. Miranda was ervan overtuigd geraakt dat de Franse revolutionaire ideeën niet deugden, en in plaats daarvan hing hij de monarchie aan. In januari 1798 werd hij daarom gedwongen om Frankrijk te ontvluchten, opnieuw naar Engeland.

### Vrijheidsstrijd in Latijns-Amerika

De eerste vlag van Venezuela, ontworpen in 1806 door Miranda

Miranda droomde van een vrij Latijns-Amerika, verenigd in een staat zich uitstrekkend van de Mississippi tot aan Kaap Hoorn. Als leider had hij een keizer voor ogen wiens positie door zijn nazaten geërfd zou worden, die de Inca moest worden genoemd. De regering zou volgens een tweekamerstelsel zijn ingericht. Als naam dacht Miranda aan Colombia, ter gedachtenis aan Christoffel Columbus.
Aan het begin van de 19e eeuw was Engeland verwikkeld in een oorlog met Spanje, een bondgenoot van Napoleon. Miranda kreeg daarom hulp om in 1806 een veldtocht in Venezuela, dat toen nog in Spaanse handen was, te ondernemen. In november 1805 reisde hij daartoe naar New York, waar hij zijn vriendschap met kolonel William Stephens Smith nieuw leven inblies. Smith bracht hem in contact met de koopman Samuel Ogden, die Miranda’s expeditie financierde. Vervolgens besprak Miranda in Washington zijn plannen met president Jefferson en met diens minister van Buitenlandse Zaken James Madison. Zij gaven er de voorkeur aan buiten de plannen van Miranda te blijven, omdat het een schending zou betekenen van de neutraliteitsverklaring die de Verenigde Staten in 1793 hadden afgegeven. Miranda stelde daarom een eigen leger samen, en met deze huurlingen vertrok hij naar Venezuela met de bedoeling het land te bevrijden van de Spanjaarden. Samuel Ogden zorgde voor het schip, dat Miranda de Leander doopte.
In Jacmel op Haïti verkreeg Miranda nog twee schepen met bemanning: de Bee en de Bacchus. Op 12 maart 1806 hees Miranda in Jacmel voor het eerst de door hem zelf ontworpen eerste vlag van Venezuela in de top van de Leander. De kleuren van deze vlag symboliseren de Atlantische Oceaan (de blauwe band), die tussen Spanje (rood, verwijzend naar de Spaanse terreur) en de Nieuwe Wereld (geel) ligt. Daarmee wordt ook de onafhankelijkheid van de Spaanse kolonies gesymboliseerd.
Op 28 april werd de vloot voor de kust van Venezuela echter door de Spanjaarden onderschept. Alleen de Leander wist te ontkomen. Zestig bemanningsleden van de andere twee schepen werden berecht en ter dood veroordeeld. De Leander vond op Barbados en Trinidad een aanvulling op de uitgedunde bemanning en een nieuwe poging werd ondernomen. Op 3 augustus 1806 landde de expeditie op La Vela de Coro: de haven van Coro. Het daar gelegen Spaanse fort werd ingenomen. Miranda hees de vlag nogmaals, dit keer voor het eerst op Venezolaanse grond. Een dag later nam de expeditie het stadje Coro in, waar geen enkele weerstand werd aangetroffen. Het kleine Spaanse leger was inmiddels vertrokken, om versterking af te wachten. Miranda realiseerde zich dat ook hij een te klein leger had om iets te kunnen bereiken, en in Coro trof hij geen medestanders die zich bij hem zouden willen aansluiten. Hij besloot dus dat ook hij er beter aan deed om elders versterking te zoeken. Daarom verliet hij Venezuela weer. Op de Britse Caraïben hoopte hij die te vinden. Toen dat een misrekening bleek, keerde hij terug naar Engeland. Daar kreeg hij betere ondersteuning voor zijn plannen dan hij tot dan toe ontvangen had. In 1808 werd voor Miranda een leger samengesteld dat onder leiding zou staan van Arthur Wellesley. Maar Miranda werd ingehaald door de geschiedenis: Napoleon had een inval gedaan in Spanje waardoor dat land inmiddels een bondgenoot van Engeland was. Het leger werd wel ingezet, maar in een heel andere strijd, namelijk in de Spaanse onafhankelijkheidsoorlog. Miranda nam daaraan geen deel. Omdat hij verder geen mogelijkheden zag om Venezuela nog te veroveren, bleef hij in Londen.

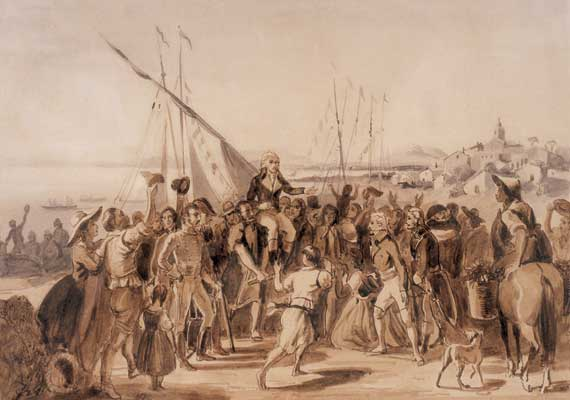
De intocht van Miranda in La Guaira (Johann Moritz Rugendas). Miranda wordt door burgers en een delegatie van de junta in Caracas, onder wie Bolívar, ontvangen in La Guaira.

Toch werkten de gebeurtenissen in Spanje in het voordeel van Miranda. De Spanjaarden waren het niet eens met de benoeming van Napoleons broer Joseph Bonaparte als nieuwe koning. Diverse junta's streefden naar herstel van de soevereiniteit van koning Ferdinand VII. Intussen werd er ook naar een grotere volkssoevereiniteit gestreefd. Het leidde tot het ontstaan van separatistische bewegingen in Spanje, die alle beweerden het hele Spaanse volk te vertegenwoordigen. De junta’s verloren al snel hun geloofwaardigheid, enerzijds omdat ze het onderling niet eens waren en anderzijds omdat de strijd in Spanje voor de junta’s niet gunstig verliep. In Latijns-Amerika leidde de situatie in Spanje tot een groeiend streven naar onafhankelijkheid. In Venezuela leidde dat er toe dat Simon Bolívar plannen maakte om de onafhankelijkheid uit te roepen. Omdat hij meende dat hij nog niet over voldoende militair inzicht beschikte, besloot hij Miranda als expert naar Venezuela te halen. Als officiële vertegenwoordiger van de regering in oprichting van Venezuela reisde hij daartoe af naar Londen.
Miranda reisde met Bolívar terug naar Venezuela. Hij droeg bij zijn aankomst een uniform van het Franse revolutionaire leger, waardoor hij zich niet direct geliefd maakte bij de burgers van Venezuela. Men hield hem voor een radicale jakobijn. Bovendien bleek dat hij Venezuela, dat toch zijn vaderland was, eigenlijk maar slecht kende. Toch werd hij op 24 april 1812 benoemd tot generalisimo, nadat Bolívar op 5 juli 1811 eenzijdig de onafhankelijkheid had uitgeroepen. De vlag die Miranda had ontworpen, werd aangenomen als nationale vlag van het nieuwe land. Als generalisimo stond Miranda voor de taak schermutselingen in het land op te lossen. Niet alle provincies waren toegetreden tot het onafhankelijke Venezuela, en er heerste anarchie. Door de economische terugval, die het gevolg was van het wegvallen van Spanje als afzetmarkt, ontbrak het Venezuela aan de middelen om een leger te onderhouden. De onlusten konden daardoor moeilijk bezworen worden.
De nieuwe regering kreeg een zware slag te verwerken toen op Witte Donderdag van 1812 het land door een grote aardbeving werd getroffen. De burgers zagen dit als de voorzienigheid Gods. De junta had zich op een Witte Donderdag gevestigd, waardoor het onheil van de aardbeving zich op een liturgische verjaardag aandiende. Reeds toegetreden provincies besloten zich af te scheiden en zich weer te schikken onder de Spaanse heerschappij. De nog loyale provincies zetten vraagtekens bij de heerschappij van Miranda.

### Dood in gevangenschap

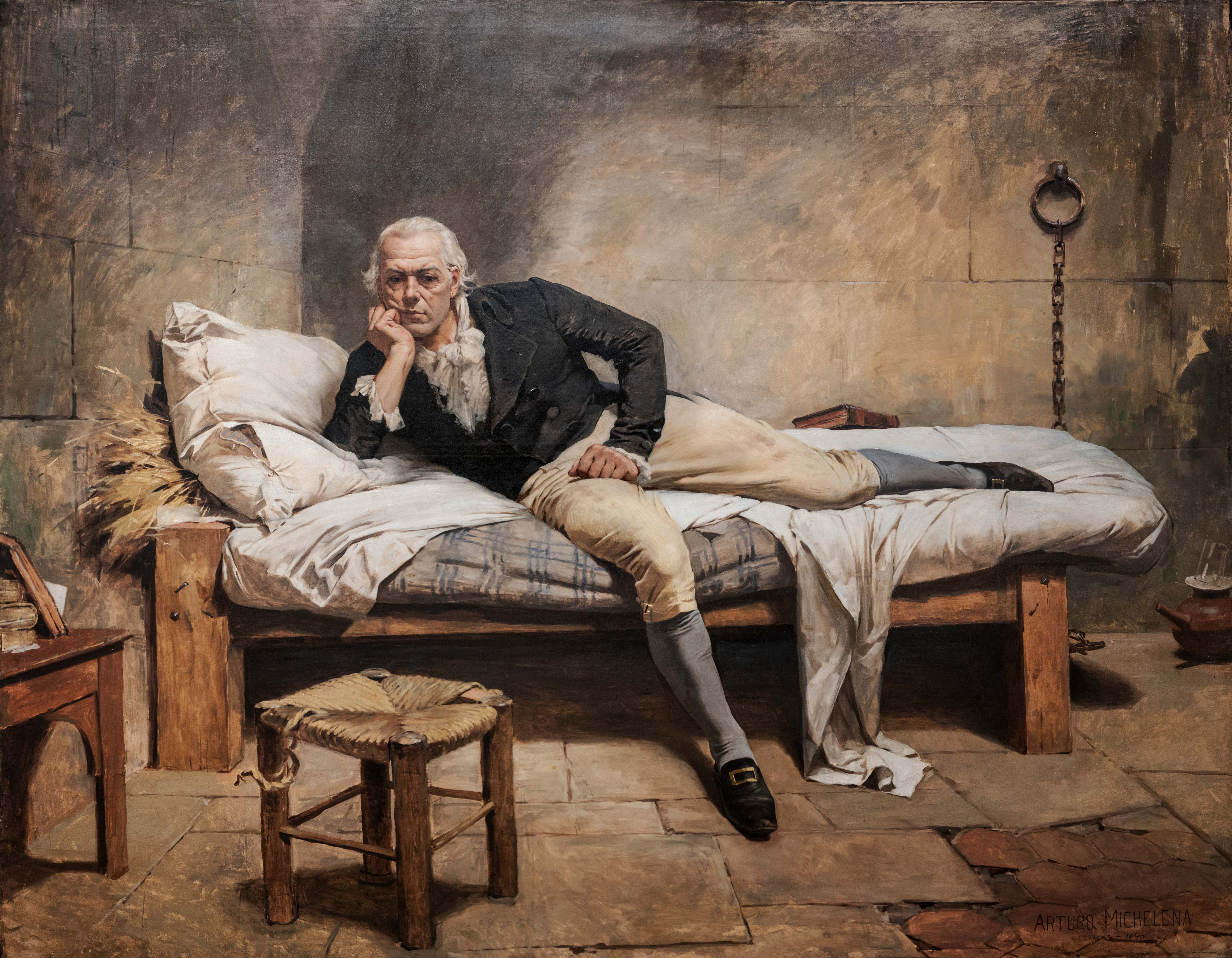
Francisco de Miranda in gevangenschap te Cádiz (door Arturo Michelena)

Deze omstandigheden maakten het mogelijk dat de Spaanse kapitein Juan Domingo de Monteverde een aanzienlijk leger vormde in Coro, dat deels uit overgelopen troepen van Miranda bestond. Miranda werd steeds verder ingesloten, en meende dat de situatie hopeloos was. Hij startte de onderhandelingen met Monteverde en kwam eind juli 1812 een wapenstilstand overeen. Hij probeerde het land op een Brits schip te verlaten voordat de Spaanse troepen het land in bezit zouden nemen, hoewel een amnestieregeling onderdeel was van de wapenstilstand. Bolívar meende dat de poging tot vertrek van Miranda een vorm van verraad was. Hij arresteerde Miranda daarom, en droeg hem over aan het Spaanse leger.
In Spanje werd Miranda bij Cádiz gevangengezet. Het proces dat tegen hem werd aangespannen was nog niet ten einde toen hij in 1816 overleed.
Francisco de Miranda werd in Venezuela geëerd met tal van monumenten en standbeelden. De Venezolaanse regering stelde ook een Orde van Francisco de Miranda in.